# Bert Truyens
Englebert (Bert) Truyens (Leuven, 6 december 1912 - 21 februari 1970) was een Belgisch syndicalist voor het ABVV.

## Levensloop
Tijdens zijn jeugd was hij actief in de Rode Valken en het Arbeiders Jeugd Verbond (AJV). In 1931 ging hij aan de slag als propagandist bij de Algemene Centrale (AC). Tijdens de Tweede Wereldoorlog was hij actief lid van Socrates.
Hij werd verkozen tot provincieraadslid voor Brabant en gemeenteraadslid van 1947 tot 1964 te Leuven. In 1951 werd hij aangesteld als nationaal secretaris van de AC en op 24 januari 1970 werd hij ondervoorzitter van deze vakcentrale. Na zijn overlijden werd hij opgevolgd in deze hoedanigheid door Alfons Van Uytven.